# Andrzej Titkow

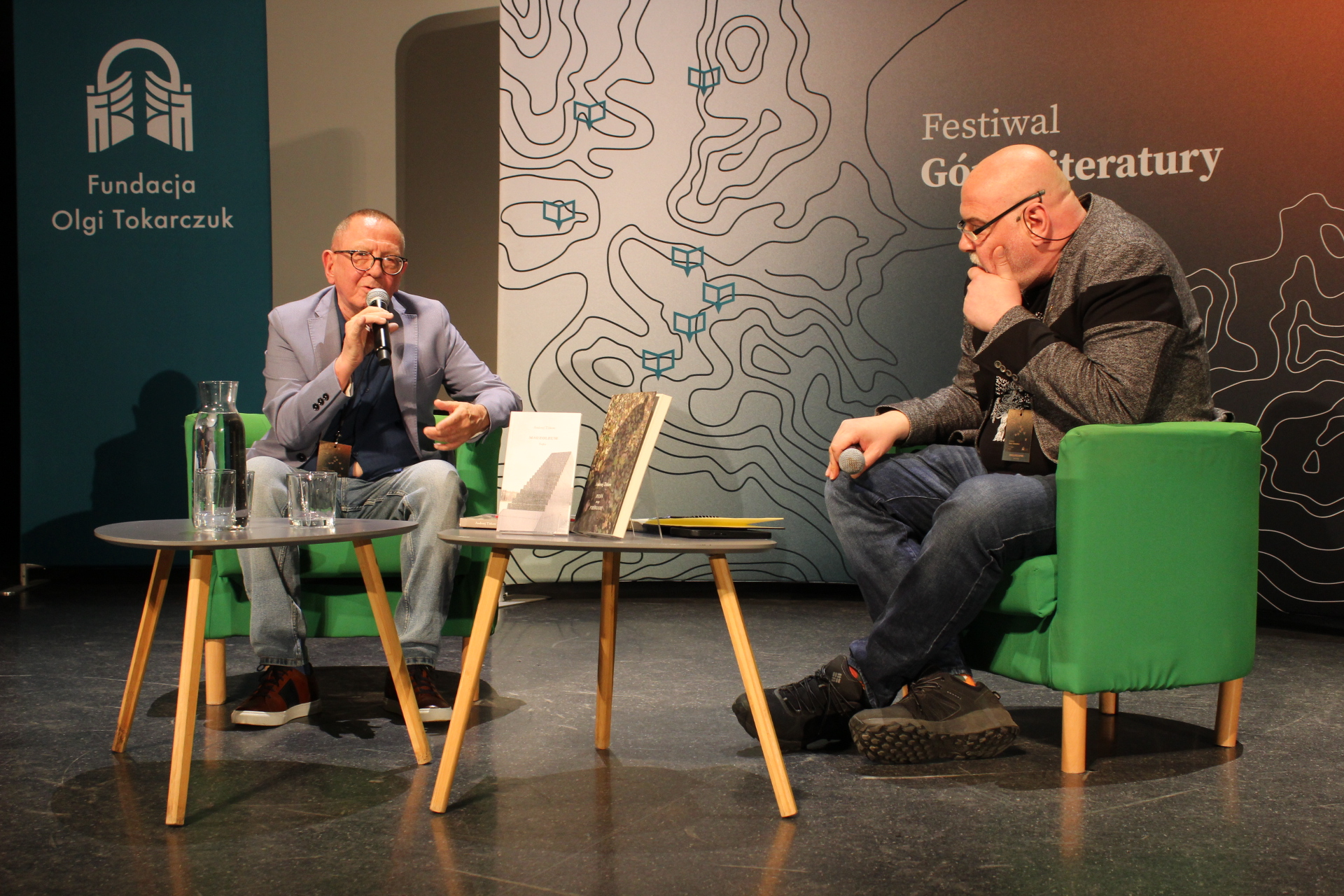
Andrzej Titkow (2024)

Andrzej Titkow (ur. 24 marca 1946 w Warszawie) – polski scenarzysta, reżyser i producent filmów dokumentalnych oraz fabularnych.

## Życiorys
Jest synem Walentego Titkowa i Janiny Arnsztajn-Titkow, wnuczki Franciszki Arnsztajnowej, bratem aktorki i reżyserki teatralnej Olgi Stokłosy. W młodości członek Klubu Poszukiwaczy Sprzeczności. Autor kilku tomików poezji. Absolwent II Liceum Ogólnokształcącego im. Stefana Batorego w Warszawie (matura 1964). W 1969 roku ukończył studia na Wydziale Reżyserii PWSFTviT w Łodzi. Dyplom uzyskał w 1972 roku. W tym samym roku rozpoczął pracę w Telewizji Polskiej, jak sam napisał „z żarliwym przekonaniem, że jednak uda mi się tam coś zrobić". Został w niej do 1981 roku.
W latach 1973–1990 był związany z Wytwórnią Filmów Dokumentalnych w Warszawie, w latach 1990–1994 członek Studia Filmowego „Kronika”, od roku 1994 prowadzi założone przez siebie Studio Filmowe TAK. W latach 2004–2006 był zastępcą kierownika Redakcji Filmów Dokumentalnych Programu 1 TVP, w latach 2005–2010 dyrektorem artystycznym Międzynarodowego Festiwalu Filmowego „Żydowskie Motywy” w Warszawie.
W 2016 roku uzyskał stopień doktora sztuki filmowej, nadany na Wydziale Reżyserii Filmowej i Telewizyjnej PWSFTViT w Łodzi.
Ojciec scenarzysty Tomasza Titkowa, 

## Działalność dydaktyczna
W latach 1998–1999 wykładał w Instytucie Kultury Polskiej Uniwersytetu Warszawskiego. Od 1999 roku prowadzi zajęcia z historii filmu oraz zagadnień formy filmowej na Uniwersytecie Kardynała Stefana Wyszyńskiego w Warszawie, od roku 2004 w Warszawskiej Szkole Filmowej, a od 2018 roku także na Wydziale „Artes Liberales” Uniwersytetu Warszawskiego.

## Filmografia
| - Z tej i z tamtej strony (2004) - Kultura od kuchni (2001) - Dowody na istnienie Hanny K. (1999) - Chełmska 21 (1999) - Wynajmę pokój... (1993) - Światło odbite (1989) - Azyl (1989) - Terrarium (1979) |  | - Z tej i z tamtej strony (2004) - Na cętce źrenicy... (2004) - Historia pewnego życia (2003) - Całkiem spora apokalipsa (2002) - Stacja Tworki (2001) - Kultura od kuchni (2001) - Kosowo, Kosowo (2000) - Dowody na istnienie Hanny K. (1999) - Chełmska 21 (1999) - Wynajmę pokój... (1993) - Światło odbite (1989) - Azyl (1982) - Terrarium (1979) |  | - Na cętce źrenicy... (2004) - Historia pewnego życia (2003) - Całkiem spora apokalipsa (2002) - Stacja Tworki (2001) - Kultura od kuchni (2001) - Kosowo, Kosowo (2000) |  | - Dziki 2. Pojedynek (2005) – Wiesław Migdałek, pacjent - Wynajmę pokój... (1993) – mężczyzna w supermarkecie (niewymieniony w czołówce) - Światło odbite (1989) – członek jury (niewymieniony w czołówce) - Obywatel Piszczyk (1989) – Rudek, kolega Renaty |

## Ordery i odznaczenia
- Krzyż Kawalerski Orderu Odrodzenia Polski (2013)[5]
- Medal 700-lecia Miasta Lublin (2017)[6]
- Medal ZAiKS-u (2009)[7]

## Nagrody i wyróżnienia
- I nagroda w XII Konkursie Debiutu Dramaturgicznego Teatru Ateneum w Warszawie za sztukę Hush-Push (1972)
- Nagroda na Warszawskiej Jesieni Poezji (1974)
- III nagroda „Brązowy pegaz” w Zakopanem za Szkic do portretu zbiorowego (1976)
- III nagroda „Brązowy pegaz” w Zakopanem za Mały wielki świat (1978)
- Nagroda „Gazety Olsztyńskiej” na II Festiwal Filmów i Widowisk Telewizyjnych w Olsztynie za walory społeczne w odc. Wysoka góra [w:] Układ krążenia (1978)
- Wyróżnienie na IV Rzeszowskim Przeglądzie Filmów Krótkometrażowych za film Wolny zawód (1982)
- Nagroda kulturalna „Solidarności”, Nagroda Komitetu Kultury Niezależnej Solidarności za film Przechodzień (1985)
- nagroda koła piśmiennictwa filmowego SFP na Ogólnopolski Festiwal Filmów Krótkometrażowych w Krakowie, „Złota taśma” za film Piękny dwudziestoletni (1987)
- Nagroda „Brązowy Lajkonik” na XXVIII Krakowskim FF - Konkursie Krajowym za film Pro toto (1988)
- III nagroda „Brązowy pegaz” na XV Przeglądzie Filmów o Sztuce w Zakopanem za Piękny dwudziestoletni (1988)
- nagroda na XXIX Ogólnopolskim Festiwalu Filmów Krótkometrażowych w Krakowie za reżyserię filmu Daj mi to (1989)
- Dyplom uznania na Krakowskim FF - Konkursie Międzynarodowym za film Trwoga (1993)
- Nagroda Główna wydarzenie „Nurtu” na VIII Ogólnopolskim Niezależnym Przeglądzie Form Dokumentalnych „Nurt” w Kielcach za film Całkiem spora Apokalipsa (2002)
- Wyróżnienie na Europejskim Filmowym Festiwalu Integrującym „Ty i ja” w Kołobrzegu za film Stępem, marsz... (2003)

Źródło:.